# Horacio Rivas
Horacio Rivas Jaque (Santiago, Chile, 13 de octubre de 1964) es un comentarista deportivo, entrenador y exfutbolista chileno, que jugaba de defensa.Jugador Histórico nacido y reconocido por La Universidad de Chile. Símbolo Azul

## Trayectoria
Inició su carrera profesional en Universidad de Chile en 1983,club en el que jugó hasta 1986. En 1986 jugó en Deportes Arica, habiendo vuelto al año siguiente al elenco universitario.
Fue Parte del plantel de Universidad de Chile que descendió en el campeonato de 1988. Habiendo permanecido en el club, disputó el campeonato de Segunda División de 1989, ascendió Siendo Capitan y se tituló campeón, hasta retirarse en 1995.
Durante años, y después de su retiro del fútbol, ejerció como director técnico en diversos clubes, entre ellos: Deportes Linares, Deportes Melipilla, Deportes Antofagasta, Unión La Calera, Municipal Iquique Campeón)y Palestino.D La Serena 
Luego de haber ejercido como panelista y comentarista en el CDF, Horacio Rivas es el entrenador de Deportes La Serena, tras cinco años sin haber dirigido en el profesionalismo. Deja su cargo con fecha 27 de abril de 2015,

## Estadísticas

### Clubes

#### Como futbolista
| Club                 | País  | Año       |
| -------------------- | ----- | --------- |
| Universidad de Chile | Chile | 1984-1986 |
| Deportes Arica       | Chile | 1987      |
| Universidad de Chile | Chile | 1988-1992 |
| Antofagasta          | Chile | 1993      |
| Unión Española       | Chile | 1994-1995 |

#### Como entrenador
| Club                 | País  | Año       |
| -------------------- | ----- | --------- |
| Deportes Linares     | Chile | 1998      |
| Deportes Melipilla   | Chile | 1999-2000 |
| Deportes Antofagasta | Chile | 2000      |
| Unión La Calera      | Chile | 2001      |
| Palestino            | Chile | 2004-2005 |
| Municipal Iquique    | Chile | 2008-2009 |
| Deportes La Serena   | Chile | 2014-2015 |

## Palmarés

### Distinciones individuales
| Distinción                                                                              | Año  |
| --------------------------------------------------------------------------------------- | ---- |
| Incluido dentro de las 50 mejores figuras históricas de Universidad de Chile por AS.com | 2016 |